# Mentoring
Mentoring, auch Mentorat, bezeichnet als ein Personalentwicklungsinstrument – insbesondere in Unternehmen, aber auch beim Wissenstransfer in persönlichen Beziehungen – die Tätigkeit einer erfahrenen Person (Mentor). Sie gibt ihr fachliches Wissen oder ihr Erfahrungswissen an eine noch unerfahrenere Person (Mentee oder Protegé) weiter; teils vermittelt sie auch persönliche Kontakte. Ein Ziel ist es dabei, den oder die Mentee bei persönlichen oder beruflichen Entwicklungen zu unterstützen. Bereiche, die in Mentoring-Beziehungen thematisiert werden, reichen von Ausbildung, Karriere und Freizeit bis hin zur Persönlichkeitsentwicklung, Glauben und Spiritualität.
Allgemein bezeichnet das Wort Mentor (weiblich: Mentorin) die Rolle eines Ratgebers oder eines erfahrenen Beraters, der mit seiner Erfahrung und seinem Wissen die Entwicklung von Mentees fördert. Die Bezeichnung geht auf eine Figur der griechischen Mythologie zurück: Ein Freund des Odysseus namens Mentor war der Erzieher von Odysseus’ Sohn Telemach.

## Einsatz
Mentoring wird eingesetzt, um den Wissenstransfer zwischen Erfahrenen und weniger Erfahrenen zu fördern. Im Unterschied zum Coach ist der Mentor üblicherweise nicht eigens für diese Tätigkeit ausgebildet, sondern verfügt lediglich über einen Erfahrungs- und/oder Wissensvorsprung. Auch organisierte Mentoring-Programme innerhalb von Unternehmen, Hochschulen und anderen Institutionen (formelles Mentoring) beziehen nur selten professionelle organisationsexterne Mentoren (resp. Coaches) ein. Mentoring-Partner werden in solchen Programmen meist von einer zentralen Koordinationsstelle einander zugeteilt und bei Zielvereinbarung und Gesamtablauf unterstützt. Ein populärer werdender Ansatz aus den USA empfiehlt hingegen formelle Mentoring-Programme, bei denen sich Tandems in Eigenregie (self-selection) zusammenfinden und lediglich eine Randbetreuung von zentraler Stelle erhalten.
Einsatzbereiche formeller Mentoring-Programme:
- Unternehmen
- Behörden
- Hochschulen
- Schulen
- Stiftungen
- Vereine
- Soziale Einrichtungen
- Städte und Kommunen

Formale Mentoring-Programme werden häufig zur Karriereförderung von Frauen in der Industrie und Wissenschaft eingesetzt. So gibt es in vielen Städten in Deutschland sogenannte Cross-Mentoring-Netzwerke (teilweise auch für männliche Mentees) und von Hochschulen unterstützte Mentoringprogramme für Wissenschaftlerinnen, wie das hessische Mentorinnennetzwerk.
Informelle Mentoring-Beziehungen finden außerhalb von institutionellen Strukturen statt und entstehen in der Regel durch persönliche Beziehungen und Netzwerke. Ein bekanntes Beispiel hierfür ist Konrad Adenauer als der politische Ziehvater und Mentor von Helmut Kohl.
Mentoren werden nicht nur durch ihre Beratung und ihren Beistand wirksam, sondern agieren teils auch als Türöffner für ihre Mentees, indem ein Mentor seinem Mentee einen Kontakt mit den richtigen Ansprechpartnern ermöglicht.

## Nutzen
Auch wenn auf den ersten Blick vor allem die Mentees von der Förderung profitieren, sollten die Vorteile für die Mentoren nicht unterschätzt werden; das Konzept geht von einem gegenseitigen Geben und Nehmen aus.
Mentees erhalten unter anderem die Möglichkeit,
- die eigenen Fähigkeiten besser kennen und einschätzen zu lernen
- Unterstützung bei Tätigkeit (z. B. im Studium, im Unternehmen, in Partei) zu erhalten
- selbige effizienter zu gestalten
- Ideen für die Berufsfindung zu entwickeln
- Einblicke in die Strukturen der Berufswelt zu erhalten und entsprechende Kontakte zu knüpfen
- Mut zur eigenen Karriere zu entwickeln und diese zielstrebig anzugehen
- Einbindung in ein Netzwerk, das neue Impulse ebenso wie konkrete Hilfe bieten kann (Praktika, Stellenangebote, Karriereförderung etc.)

Für Mentoren liegen die Chancen darin,
- Einblicke in die aktuelle Forschung zu bekommen
- frische Ideen und Impulse vom akademischen Nachwuchs zu erhalten
- qualifizierten Nachwuchs für das eigene Unternehmen / die eigene Institution aufzubauen und zu rekrutieren
- eigenes Arbeiten zu reflektieren
- soziale und kommunikative Kompetenzen zu trainieren
- Kontakte auch zu anderen Mentoren aufzubauen
- im Netzwerk neue Kooperationsmöglichkeiten zu gewinnen

Bei entsprechender Konzeption ist Mentoring eine Methode, die auch für das Unternehmen einen Nutzen stiftet, indem beispielsweise die Organisationsentwicklung unterstützt wird. Durch ein kluges Matching (= Bildung von Tandems aus Mentor und Mentee) über Hierarchieebenen, bereichsübergreifend und sogar standort-/länderübergreifend verteilen sich Informationen besonders schnell. Die Praxiserfahrung zeigt, dass eine intensive Kollaborations- und Kommunikationsstruktur über Abteilungs- und Organisationsgrenzen hinweg durch Mentoring gefördert wird und sich mehrere Effekte nahezu automatisch einstellen:
- die jeweiligen Ziele und Aktivitäten der Organisationseinheiten werden transparent und diskutiert,
- gegenseitige Erwartungen und auch Vorbehalte werden geklärt,
- Synergieeffekte werden identifiziert und meist auch genutzt,
- gemeinsame Projekte werden definiert und umgesetzt,
- Ängste vor Veränderungen werden abgebaut.

Mentoring kann in Veränderungssituationen daher zur Erreichung folgender Ziele eingesetzt werden:
- frühzeitige Vorbereitung und Qualifizierung von Schlüsselpersonen, die als Ansprechpartner für die Mitarbeiter eingesetzt werden,
- Information und Begleitung von Mitarbeitergruppen in der Umstellungsphase,
- schnelle und verlässliche Feedbacks aus der Belegschaft (Edelkraut, 2014).

## Formen des Mentoring
Informell oder institutionalisiert
- Informelles Mentoring: Der Kontakt entsteht zufällig, Verlauf je nach Möglichkeiten und abhängig von den jeweiligen Rahmenbedingungen. Das Mentoringverhältnis wird nicht immer offengelegt.
- Institutionalisiertes Mentoring nach einem Programm: Der Kontakt entsteht durch Vermittler, das Mentoring ist eine systematische Begleitung des Mentees. Die Formalisierung trägt zur Ernsthaftigkeit und offiziellen Anerkennung der Beziehung bei.

Intern oder extern
- Internes Mentoring: Innerhalb einer Organisation (z. B. Unternehmen) werden Mitglieder zueinander vermittelt. In der Regel nicht hierarchiefrei.
- Externes Mentoring: organisationsübergreifend. Wird auch zusätzlich zum internen Mentoring eingesetzt. Wegen der Abwesenheit von unternehmensinternen Hierarchien haben die Beteiligten mehr Spielraum.

Individuell oder in Gruppen
- Individuelles Mentoring (Tandem-Mentoring): exklusive One-on-one-Beziehung zwischen Mentor und Mentee. Dabei können die Formen Equal-Gender (gleichgeschlechtliche Tandems) und Cross-Gender (gemischtgeschlechtliche Tandems) unterschieden werden.
- Gruppenmentoring (Team-Mentoring): Betreuung einer Gruppe von Mentees durch einen Mentor.

Besondere Formen
- Cross-Mentoring: eine besondere Form des externen Mentorings: Aus zwei unterschiedlichen Organisationen bzw. Branchen werden hierarchiefreie Mentoring-Tandems gebildet. Mentoren sind Männer und Frauen aus dem jeweils anderen Unternehmen. Meist werden die Unternehmensbündnisse durch eine externe Cross-Mentoring-Beratungsagentur geleitet. Diese sorgt für die Unternehmenskontakte, das Workshop-Programm und die Tandembildung. Die Größe der beteiligten Unternehmen und deren Strukturen spielen keine Rolle. Am häufigsten wird Cross-Mentoring als Karriereprogramm für weibliche Nachwuchsführungskräfte eingesetzt. Es gibt aber auch Cross-Mentoring-Programme, an denen Männer und Frauen als Mentees teilnehmen können.[4]
- e-Mentoring: vorwiegend online, z. B. als Mentoring in Internetforen.
- Peer-Mentoring: Mentoring unter Gleichgestellten/Gleichrangigen,[5] häufig auch in Gruppen.
- WoMentoring: Mentoring von Frauen für Frauen[6]

## Qualitätsstandards
Das Forum Mentoring e. V. hat Qualitätsstandards für Mentoring-Programme bestimmt.
Die Kriterien sind in Mindestkriterien, die vorhanden sein müssen, und Zusatzkriterien unterteilt, die auf ein ausdifferenziertes Programm verweisen. Der Kriterienkatalog kann zur Selbstevaluierung von Mentoring-Programmen herangezogen werden und zur Orientierung bei der Konzeption neuer Programme dienen.
Die Deutsche Gesellschaft für Mentoring e. V. (DGM) setzt sich für die Qualitätssicherung von Mentoring-Angeboten und -Maßnahmen ein. Hierfür hat sie auf der Basis jahrelanger Erfahrung und Forschung im Bereich Mentoring Qualitätskriterien und ein Zertifizierungsverfahren entwickelt. DGM-Mitglieder und andere interessierte Trainer und Organisationen können ihre Mentoring-Programme nach den Qualitätsstandards der DGM zertifizieren lassen.